# Гюстровський собор
Гюстровський собор (нім. Güstrower Dom) — мурована готична лютеранська церква, найбільша церква в німецькому місті Гюстров. Був побудований як колегіальний костел і насправді ніколи не був собором. Спочатку завершена в 1335 році церква є найстарішою будівлею в Гюстрові, що збереглася. Тут знаходиться скульптура Янгол, що летить, військовий меморіал, створений Ернстом Барлахом. Дуже добре відомі також фігури апостолів Клауса Берга. Їх також називають Гюстровськими апостолами.